# The Looney Tunes
The Looney Tunes waren eine deutsche Surf-Rock-Band aus Hamburg und formierten sich 1992 um den Gitarristen Sebastian Hartmann (Kahuna Kawentzmann). Bis zur Bandauflösung 1998 veröffentlichten die Looney Tunes drei Alben.

## Geschichte
Nachdem Sebastian Hartmann Mitte der 1980er Jahre mit einer Rockabilly- und Psychobilly-Band seine erste Single veröffentlicht hatte, begann er 1988 erste eigene Aufnahmen zu machen und orientierte sich in Richtung Surf Rock.
1992 suchte er sich weitere Musiker, Kay Garbrecht (Gitarre) und Ulf Rehwagen (Schlagzeug), um eine Surfformation zu gründen. 
Nach einem der ersten Auftritte 1992 kam Thomas Ritter von String Records auf die Looney Tunes zu und offerierte ein Plattenangebot. Im Sommer 1993 wurde das Album Cool Surfin'  aufgenommen und im Februar 1994 von String Records veröffentlicht. 
Mit dem Erscheinen des Films Pulp Fiction 1994 und dem gewachsenen Interesse am Surf Rock ergaben sich nun Mitte der 1990er Jahre zahlreiche Auftrittsmöglichkeiten und auch die Möglichkeit, ein neues Publikum zu erreichen.
Auf dem zweiten Album The Modern Sounds of the Looney Tunes 1995 übernahm Thomas Ritter den E-Bass und Chara Ganotis das Schlagzeug. Vor dem letzten Album Beyond The Dune von 1997 verließen Kay Garbrecht und Thomas Ritter die Band. Thorsten Seif kam als Bassist neu dazu.
Nachdem 1998 Thorsten Seif und Chara Ganotis die Band verlassen hatten, wurde die Formation aufgelöst.

## Diskografie

### Alben
- 1994: Cool Surfin’
- 1995: The Modern Sounds of the Looney Tunes
- 1997: Beyond The Dune

### Veröffentlichungen auf Kompilationen
- 1994: NPR's International Beach Ball - Vol. 1
- 1994: Single Bells Vol.2
- 1994: California Music Magazine CD Sampler
- 1995: Surf Fiction 1995
- 1995: Prime Time Hits
- 1996: Surfin With The Beach Boys & Others
- 1996: Cowabunga! Surf-Box
- 1996: Instronation Vol.2
- 1996: TV Tops
- 1996: Rolling Stone - Rare Trax Vol. 3 - der andere soundtrack: coole filmmusik-versionen
- 1997: Smells Like Surf Spirit
- 1997: Surforama - Vol. 2
- 1999: Swinging Creepers ! A tribute to The Ventures
- 2000: Mojo Club Vol.9 (Kahuna Kawentzmann)
- 2001: American Graffiti Revisited (Kahuna Kawentzmann)
- 2004: Hair (Kahuna Kawentzmann)
- 2006: The Tiki & the Guitar (Kahuna Kawentzmann)

## Mitglieder
Die Looney Tunes wurden 1992 gegründet und 1998 aufgelöst.
- Sebastian Hartmann - Gitarre
- Kay Garbrecht - Gitarre
- Ulf Rehwagen - Schlagzeug
- Thomas Ritter - E-Bass
- Chara Ganotis - Schlagzeug
- Thorsten Seif - Bass